# بهره‌بردار بندر

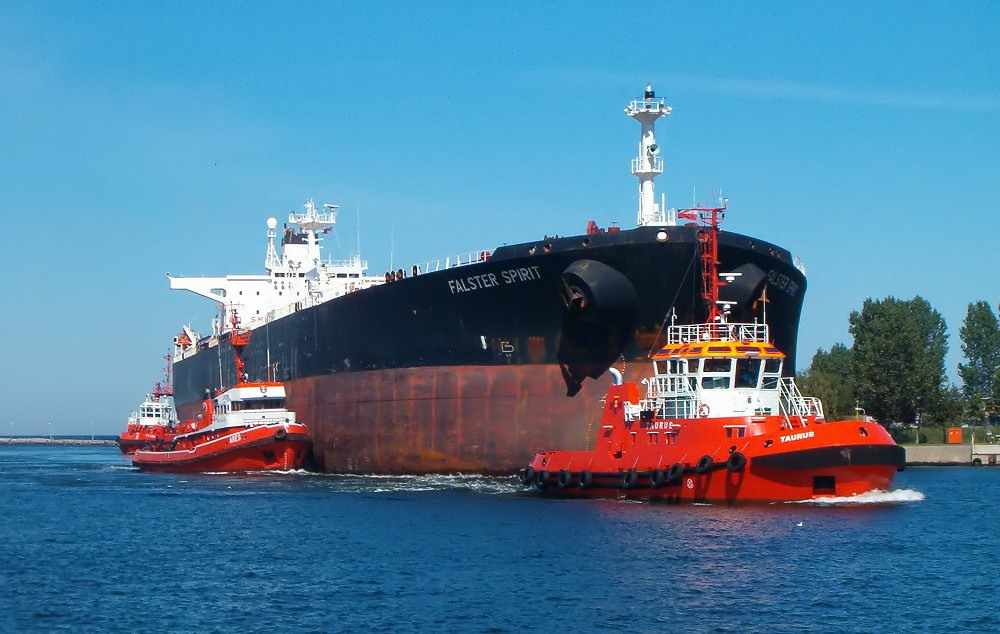
نمایی از یدک‌کش‌های بهره‌بردار بندر که کشتی را به بندر هدایت می‌کنند‌ (گدانسک - ۲۰۰۵). بهره‌بردار بندر معمولاً برای مدتی خاص تمام امور مربوط به ترخیص کالا، حمل و نقل و انبار کالا در بندر را انجام می‌دهد.

بهره‌بردار بندر (انگلیسی: Port operator) شرکت یا سازمانی است که اجازه عملیات و مدیریت ورود و خروج مسافران و به ویژه کالا از بنادر را دارد. بهره‌بردار طی قراردادی که با مدیران یا افراد ذی صلاح بندر می‌بندد معمولاً برای مدتی خاص تمام امور مربوط به ترخیص کالا، حمل و نقل و انبار کالا در بندر را انجام می‌دهد.